# Baltimore Colts (AAFC)

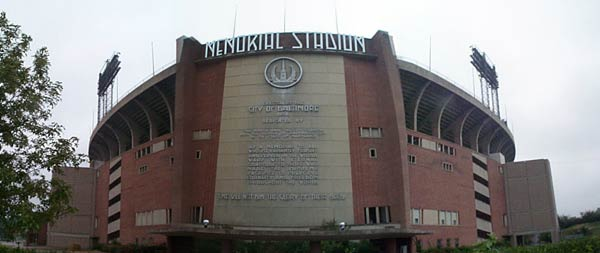
Das Memorial Stadium in Baltimore

Die Baltimore Colts waren eine American-Football-Mannschaft, die von 1947 bis 1949 in der All-America Football Conference (AAFC) und 1950 in der National Football League (NFL) spielte. Die Mannschaft trug ihre Heimspiele im Memorial Stadium in Baltimore (Maryland) aus.

## Geschichte
Im Jahr 1944 wurde in Konkurrenz zur National Football League vom Chicagoer Sportjournalisten Arch Ward die All-America Football Conference gegründet. Ihm gelang es, Investoren für Franchise in verschiedenen Regionen der Vereinigten Staaten zu finden. Bereits beim zweiten Treffen am 2. September 1944 war mit dem ehemaligen Boxer Gene Tunney ein Vertreter eines möglichen     Franchise für Baltimore vertreten. Er musste seine Ambitionen jedoch bald aufgeben.
Im Sommer 1945 bewarb sich eine Investorengruppe um Bruce Livie, Henry Knight und Edward Neilson um eine Franchise für Baltimore. Weitere Investoren waren R. J. Nee und Robert R. Rodenberg. Es gelang der Gruppe jedoch nicht für den Ligabeginn im Herbst 1946 einen entsprechenden Stadion-Pachtvertrag abzuschließen. Somit wurde eine Franchise für das Spieljahr 1946 nach Miami zu den Miami Seahawks vergeben. Die Saison wurde für die Seahawks zum finanziellen und sportlichen Fiasko. Am Ende der Saison entzog die AAFC deshalb Miami das Franchise. Zunächst erhielt am 28. Dezember 1946 eine Investorengruppe um Robert R. Rodenberg  für rund 100.000 Dollar den Zuschlag zu einer neuen Franchise. Zu den weiteren Investoren gehörten sein Bruder William Rodenberg, J. C. Herbert Bryant; Carl Corby und Agnes Nee Shevlin. Gespielt werden sollte im Municipal Stadium. Am 7. Februar 1947 entschied man sich, das Franchise Baltimore Colts zu nennen.

### 1947
Der erste Trainer der Mannschaft war Cecil Isbell, ein späteres Mitglied in der College Football Hall of Fame. Isbell erlebt mit seiner Mannschaft eine enttäuschende Saison. Es gelang der Mannschaft lediglich das erste Spiel gegen die Brooklyn Dodgers und das vorletzte Spiel gegen die Chicago Rockets zu gewinnen. Mit dem Ausgang der Meisterschaft hatte die Mannschaft nichts zu tun. Insgesamt machte das Team einen Verlust von 166.000 Dollar.
| Woche | Datum         | Spiel                                 | Spielort                      | Ergebnis |
| ----- | ------------- | ------------------------------------- | ----------------------------- | -------- |
| 2     | 7. September  | Baltimore Colts - Brooklyn Dodgers    | Memorial Stadium (Baltimore)  | 16:7     |
| 3     | 14. September | San Francisco 49ers - Baltimore Colts | Kezar Stadium                 | 14:7     |
| 4     | 21. September | Cleveland Browns - Baltimore Colts    | Cleveland Municipal Stadium   | 28:0     |
| 5     | 28. September | Baltimore Colts - New York Yankees    | Memorial Stadium (Baltimore)  | 7:21     |
| 6     | 5. Oktober    | Baltimore Colts - San Francisco 49ers | Memorial Stadium (Baltimore)  | 28:28    |
| 7     | 12. Oktober   | Buffalo Bills - Baltimore Colts       | Buffalo Civic Stadium         | 20:15    |
| 8     | 19. Oktober   | Baltimore Colts - Los Angeles Dons    | Memorial Stadium (Baltimore)  | 10:38    |
| 9     | 26. Oktober   | Los Angeles Dons - Baltimore Colts    | Los Angeles Memorial Coliseum | 56:0     |
| 10    | 2. November   | New York Yankees - Baltimore Colts    | Yankee Stadium                | 35:21    |
| 11    | 7. November   | Chicago Rockets - Baltimore Colts     | Soldier Field                 | 27:21    |
| 12    | 16. November  | Brooklyn Dodgers - Baltimore Colts    | Ebbets Field                  | 21:14    |
| 13    | 23. November  | Baltimore Colts - Buffalo Bills       | Memorial Stadium (Baltimore)  | 14:33    |
| 14    | 30. November  | Baltimore Colts - Chicago Rockets     | Memorial Stadium (Baltimore)  | 14:7     |
| 15    | 7. Dezember   | Baltimore Colts - Cleveland Browns    | Memorial Stadium (Baltimore)  | 0:42     |

### 1948
Nach dem finanziellen Verlust der Vorjahre stiegen die Mitbesitzer aus Washington aus und Rodenberg gelang es nicht die Finanzierung für die neue Spielsaison sicherzustellen. Es bestand die Gefahr, dass das Franchise an den die AAFC zurückfällt. Auf Initiative des Commissioners der AAFC und des Bürgermeisters von Baltimore wurde am 18. April 1948 von 20 Geschäftsleuten aus der Stadt die Baltimore Colts Football Club Inc. mit einem Stammkapital von 200.000 Dollar gegründet. Chairman wurde Charles P. McCormick, Robert C. Embry Präsident, Zanvyl Krieger und William F. Hilgenberg wurden Vize-Präsidenten. Daneben wurden weitere 200.000 Dollar durch fast 200 Anteilseigner aus Baltimore aufgebracht. Walter S. Driskill wurde zum General Manager ernannt.
Im Jahr 1948 führte die AAFC Play-off-Spiele ein. Vor der Saison konnten sich die Colts mit dem Quarterback Louisiana State University Y. A. Tittle verstärken. Ursprünglich hatten die Cleveland Browns, das Anrecht auf die Wahl von Tittle, sie besaßen jedoch bereits mit Otto Graham einen hervorragenden Spielmacher. So traten sie Tittle an Baltimore ab. Tittle, der im Jahr 1971 in die Pro Football Hall of Fame aufgenommen wurde, warf in dieser Saison 16 Touchdownpässe. Die Colts gewannen sieben von 14 Spielen und qualifizierten sich für die Play-off-Spiele. Gegner waren die Buffalo Bills, die sich mit 28:17 durchsetzen konnten. In diesem Spiel konnte Tittle seine Qualitäten als Passer nicht zeigen. Im Gegensatz dazu warf der Quarterback der Bills, George Ratterman im letzten Viertel einen 66-Yard- und einen 25-Yard-Touchdown-Pass. Schlussendlich wurde die einzige Interception von Tittle noch zum Touchdown zurückgetragen.
Am Spieljahr konnten 224.502 Karten verkauft werden. Das Team machte einen Verlust von 47.036 Dollar.
| Woche    | Datum         | Spiel                                 | Spielort                      | Ergebnis |
| -------- | ------------- | ------------------------------------- | ----------------------------- | -------- |
| 2        | 5. September  | Baltimore Colts - New York Yankees    | Memorial Stadium (Baltimore)  | 45:28    |
| 3        | 10. September | Chicago Rockets - Baltimore Colts     | Soldier Field                 | 21:14    |
| 4        | 16. September | New York Yankees - Baltimore Colts    | Yankee Stadium                | 14:27    |
| 5        | 26. September | Baltimore Colts - Brooklyn Dodgers    | Memorial Stadium (Baltimore)  | 35:20    |
| 6        | 5. Oktober    | Baltimore Colts - Cleveland Browns    | Memorial Stadium (Baltimore)  | 10:14    |
| 7        | 10. Oktober   | Baltimore Colts - San Francisco 49ers | Memorial Stadium (Baltimore)  | 14:56    |
| 8        | 15. Oktober   | Los Angeles Dons - Baltimore Colts    | Los Angeles Memorial Coliseum | 14:29    |
| 9        | 24. Oktober   | San Francisco 49ers - Baltimore Colts | Kezar Stadium                 | 21:10    |
| 10       | 31. Oktober   | Buffalo Bills - Baltimore Colts       | Buffalo Civic Stadium         | 35:17    |
| 11       | 7. November   | Cleveland Browns - Baltimore Colts    | Cleveland Municipal Stadium   | 28:7     |
| 12       | 14. November  | Baltimore Colts - Chicago Rockets     | Memorial Stadium (Baltimore)  | 38:24    |
| 13       | 21. November  | Baltimore Colts - Los Angeles Dons    | Memorial Stadium (Baltimore)  | 14:17    |
| 14       | 28. November  | Brooklyn Dodgers - Baltimore Colts    | Ebbets Field                  | 20:38    |
| 15       | 5. Dezember   | Baltimore Colts - Buffalo Bills       | Memorial Stadium (Baltimore)  | 35:15    |
| Playoffs |               |                                       |                               |          |
| Division | 12. Dezember  | Baltimore Colts - Buffalo Bills       | Memorial Stadium (Baltimore)  | 17:28    |

### 1949
Nach der 1948er Saison zeigte es sich, dass die AAFC eine ernsthafte Gegner für die NFL darstellte. Dies führte auch dazu, dass beide Ligen um Zuschauer konkurrierte und es schwieriger wurde Gewinne zu erzielen. Anfang des Jahres begannen deshalb beide Ligen und einzelne Teams Gespräche zu führen. Zum 1. März 1949 übernahm Walter Driskill zusätzlich zur Position des General Managers auf die Position des Präsidenten. Embry konnte auf Grund seiner beruflichen Tätigkeit diese Aufgabe nicht mehr erfüllen und war fortan als Vize-Chairman bei den Colts tätig.
Die Saison 1949 begann für die Colts katastrophal. Die ersten vier Spiele gingen verloren und Isbell wurde vom Aufsichtsrat des Teams entlassen. Walter Driskill übernahm gegen seinen Willen nun auch das Traineramt. Er konnte aber nicht verhindern, dass nur das Spiel in der 6 Spielwoche gegen die Buffalo Bills gewonnen wurde. Die Colts wurden damit Letzte in der AAFC-Ligawertung.
Trotz des Verkaufs von durchschnittlich 23.000 Karten je Heimspiel wurde das Spieljahr mit einem Verlust von 80.000 bis 100.000 Dollar abgeschlossen.
| Woche | Datum         | Spiel                                 | Spielort                      | Ergebnis |
| 1     | 28. August    | San Francisco 49ers - Baltimore Colts | Kezar Stadium                 | 31:17    |
| 2     | 2. September  | Los Angeles Dons - Baltimore Colts    | Los Angeles Memorial Coliseum | 49:17    |
| 3     | 11. September | Cleveland Browns - Baltimore Colts    | Cleveland Municipal Stadium   | 21:0     |
| 4     | 16. September | Chicago Hornets - Baltimore Colts     | Soldier Field                 | 35:7     |
| 5     | 25. September | Baltimore Colts -Cleveland Browns     | Baltimore Memorial Stadium    | 20:28    |
| 6     | 2. Oktober    | Buffalo Bills - Baltimore Colts       | Buffalo Civic Stadium         | 28:35    |
| 8     | 16. Oktober   | Baltimore Colts - New York Yankees    | Baltimore Memorial Stadium    | 21:24    |
| 9     | 23. Oktober   | Baltimore Colts - Chicago Hornets     | Baltimore Memorial Stadium    | 7:17     |
| 10    | 30. Oktober   | New York Yankees - Baltimore Colts    | Yankee Stadium                | 21:14    |
| 11    | 6. November   | Baltimore Colts -San Francisco 49ers  | Baltimore Memorial Stadium    | 10:28    |
| 13    | 20. November  | Baltimore Colts -Los Angeles Dons     | Baltimore Memorial Stadium    | 10:21    |
| 14    | 27. November  | Baltimore Colts -Buffalo Bills        | Baltimore Memorial Stadium    | 14:38    |

### 1950
Am Ende der Saison 1949 zeigte es sich, dass zwei professionelle Football-Ligen nicht existieren konnten. Die NFL macht einigen Teams ein Übernahmeangebot. Zunächst war vorgesehen, dass neben dem Dauersieger Cleveland Browns, der Zweitplatzierte San Francisco 49ers sowie der Viertplatzierte Buffalo Bills übernommen werden. Aber auch die Baltimore Colts strebten die Übernahme in die NFL an. Hinderlich war jedoch, dass die Washington Redskins die Gebietsrechte für Baltimore beanspruchten. Mit der Zahlung von 150.000 Dollar an die Redskins wurde dieses Problem beseitigt. Die Colts mussten jedoch als einziges „Swinging Team“ gegen alle anderen zwölf Teams spielen.
Bereits am 18. Dezember 1949 war Abraham Watner zum Präsidenten der Colts ernannt worden. Driskill sollte weiterhin als General Manager verantwortlich sein, wurde aber am 15. Mai 1950 von Al Ennis ersetzt. Am 26. Februar 1950 wurde William F. Hilgenberg neuer Chairman. Am 10. Januar 1950 wurde der letztjährige Headcoach der Buffalo Bills, Clem Crowe, zum Trainer der Colts berufen.
Beim ersten gemeinsamen Draft wählten die Colts mit Pick Nr. 2 den Quarterback Adrian Burk.
Auch diese Saison geriet zum Desaster. Es gelang nur ein Sieg gegen die Green Bay Packers und die Mannschaft wurde mit einer Siegquote von 0,083 Letzte.
In der Saison entstand ein Verlust von 62.000 bis 70.000 Dollar. Watner hatte sich bereit erklärt, den Verlust zu übernehmen. Sofern die anderen Anteilseigner ihm diese Kosten erstatten würde, würde er die Verantwortung für das Team an die Anteilseigner zurückgeben. Er war jedoch nicht bereit, den Spielbetrieb auf seine Kosten in den Folgejahren fortzuführen. Andererseits wünschte das Executive Committee des Teams, dass die 202 Anteilseigner vertrat, dass er für weitere zwei Jahre die Verantwortung und die Risiken übernimmt. Am 19. Januar 1951 wurde im Rahmen einer Sitzung der NFL-Teameigner bekanntgegeben, dass Watner den Spielbetrieb einstellt, da sich auch kein zahlungskräftiger Interessent für die Fortführung der Franchise fand.
| Woche | Datum         | Spiel                                 | Spielort                      | Ergebnis |
| ----- | ------------- | ------------------------------------- | ----------------------------- | -------- |
| 1     | 17. September | Baltimore Colts - Washington Redskins | Memorial Stadium (Baltimore)  | 14:38    |
| 2     | 24. September | Baltimore Colts - Cleveland Browns    | Memorial Stadium (Baltimore)  | 0:31     |
| 3     | 2. Oktober    | Chicago Cardinals - Baltimore Colts   | Comiskey Park                 | 55:13    |
| 5     | 15. Oktober   | Baltimore Colts - Philadelphia Eagles | Memorial Stadium (Baltimore)  | 14:24    |
| 6     | 22. Oktober   | Los Angeles Rams - Baltimore Colts    | Los Angeles Memorial Coliseum | 70:27    |
| 7     | 29. Oktober   | San Francisco 49ers - Baltimore Colts | Kezar Stadium                 | 17:14    |
| 8     | 5. November   | Baltimore Colts - Green Bay Packers   | Memorial Stadium (Baltimore)  | 41:21    |
| 9     | 12. November  | Pittsburgh Steelers - Baltimore Colts | Forbes Field                  | 17:7     |
| 10    | 19. November  | Baltimore Colts - New York Giants     | Memorial Stadium (Baltimore)  | 20:55    |
| 11    | 26. November  | Washington Redskins - Baltimore Colts | Griffith Stadium              | 38:28    |
| 12    | 3. Dezember   | Baltimore Colts - Detroit Lions       | Memorial Stadium (Baltimore)  | 21:45    |
| 13    | 10. Dezember  | New York Yanks - Baltimore Colts      | Yankee Stadium                | 51:14    |

## Nachfolge
Nach der Einstellung des Teams 1951 blieb Baltimore jedoch nur kurz ohne eigne Football-Mannschaft. 1952 musste die Dallas Texans aus finanziellen Gründen den Spielbetrieb einstellen und gaben das Franchise an die NFL zurück. Die Liga suchte deshalb für die Saison 1953 einen neuen Franchise-Eigentümer. Die NFL war bestrebt wieder eine Mannschaft in Baltimore zu etablieren. Der NFL-Commissioner Bert Bell konnte dafür den Unternehmer Carroll Rosenbloom aus Baltimore gewinnen. Bell war auf dem College Football-Trainer von Rosenbloom gewesen. Zu den ursprünglichen Miteigentümern der neuen Colts gehörten William Hilgenberg, Zanvyl Krieger, Thomas Mullan und Bruce Livie.

## Uniform
Das Team trug grüne Jerseys mit weißen Armringen, graue Hosen und grün-weiß-grüne Socken und grauen Helmen. Ab 1948 kam ein weißes Jersey mit grünen Armringen in Verbindung mit weiß-grün-weißen Strümpfen dazu. 1948 wurden grüne Helme getragen.

## Statistik
| Baltimore Colts | Baltimore Colts | Baltimore Colts | Baltimore Colts | Baltimore Colts | Baltimore Colts   | Baltimore Colts | Baltimore Colts                            | Baltimore Colts              |
| Jahr            | Siege           | Niederlagen     | Unentschieden   | Punkte erzielt  | Punkte zugelassen | Platzierung     | Playoffs                                   | Head Coach                   |
| --------------- | --------------- | --------------- | --------------- | --------------- | ----------------- | --------------- | ------------------------------------------ | ---------------------------- |
| 1947            | 2               | 11              | 1               | 167             | 377               | 4. AAFC East    | –                                          | Cecil Isbell                 |
| 1948            | 7               | 7               | 0               | 333             | 327               | 2. AAFC East    | East. Div. Champ. Buffalo 28, Baltimore 17 | Cecil Isbell                 |
| 1949            | 1               | 11              | 0               | 213             | 462               | 7. AAFC         | –                                          | Cecil Isbell/Walter Driskill |
| NFL             |                 |                 |                 |                 |                   |                 |                                            |                              |
| 1950            | 1               | 11              | 0               | 167             | 377               | 7. National     | –                                          | Clem F. Crowe                |
| Totals          | 11              | 40              | 1               |                 |                   |                 |                                            |                              |

## Mitglieder in der Pro Football Hall of Fame
| Baltimore Colts Hall of Famers | Baltimore Colts Hall of Famers | Baltimore Colts Hall of Famers | Baltimore Colts Hall of Famers |
| Name                           | Position                       | Spielzeit                      | Aufnahme in die HOF            |
| ------------------------------ | ------------------------------ | ------------------------------ | ------------------------------ |
| George Blanda                  | Quarterback, Kicker            | 1950                           | 1981                           |
| Art Donovan                    | Defensive Tackle               | 1950                           | 1968                           |
| Y. A. Tittle                   | Quarterback                    | 1948–1950                      | 1971                           |

## Weitere namhafte Spieler
- Adrian Burk, Quarterback und Punter, spielte 1950 bei den Colts
- Spiro Dellerba, Linebacker, spielte 1948 und 1949 bei den Colts
- Chet Mutryn, Halfback, spielte 1950 bei den Colts
- Ollie Poole, End, spielte 1948 bei den Colts